# Réservoir de la Sainte-Marguerite 3
Das Réservoir de la Sainte-Marguerite 3 liegt am Rivière Sainte-Marguerite in der Verwaltungsregion Côte-Nord der kanadischen Provinz Québec.
Der Staudamm Barrage Denis-Perron, erbaut zwischen 1994 und 2001 bei (⊙), staut den Fluss zum 253 km² großen Réservoir de la Sainte-Marguerite-3 auf. Der Stausee hat ein Volumen von 3272 Mio. m³ und eine maximale Tiefe von 142 m.
Das zugehörige Speicherkraftwerk Centrale de la Sainte-Marguerite-3 befindet sich 13 km abstrom und 100 m unter der Erde bei (⊙).
Mit einer installierten Leistung von 882 MW wird eine Fallhöhe von 330 m ausgenutzt.